# Olaf Petri
Olaf Petri (født 29. juni 1875 i Odense, død 24. september 1946 i København) var en dansk arkitekt.

## Uddannelse
Hans forældre var amtsvejinspektør Andreas Petri og Vilhelmine Elisabeth Helweg.
Tømrersvend og dimitteret fra Odense Tekniske Skole 1895, optaget på Kunstakademiets Arkitektskole januar 1896, tog afgang april 1903. 1897-1905 medarbejder hos blandt andre Anton Rosen, Christian L. Thuren, Johannes Magdahl Nielsen og Knud Arne Petersen, selvstændig tegnestue i København fra 1905.
1900 rejste han i Tyskland, Holland, Belgien, Italien og i 1921 atter i Tyskland og Holland.
Olaf Petri arbejdede inden for nationalromantikken.

## Hverv
- Medlem af bestyrelsen for opdragelsesanstalten Lindevangshjemmet
- Medlem af bestyrelsen for Den Thorupske Stiftelse
- Medlem af kredsbestyrelsen i Københavns Understøttelsesforening

## Privat
Gift 6. september 1904 i København med Henriette Christiane Georgia Dreyer (født 2. maj 1877 i Odense, dødsdato ukendt), datter af bladudgiver, senere etatsråd Jørgen Christian Dreyer og Sophie Elisabeth Tilemann.
Begravet på Frederiksberg Ældre Kirkegård. 

## Værker
- Villa, Kystvej 29, Humlebæk (1904)
- Engelsk-Dansk Biscuits Fabrik, Heimdalsgade 35-37, Nørrebro, København (1912)
- Holbæk Kaserne (sammen med Egil Fischer) 1912-14
- Hus ved Roskilde Fjord (1913)
- Ringsted Kaserne og Garnisonssygehus (sammen med S. Knudsen-Pedersen og Svend Sinding) 1914
- Stationer på Hørve-Værslev Jernbane 1916-19[1]
- Fyens Stiftstidendes bygning, Gråbrødre Plads, Odense (1919)
- Udvidelse af Lindevangshjemmet, Lindevangs Allé 9, Frederiksberg (1925)

## Priser
- 1. præmie sammen med Egil Fischer for Holbæk Kaserne 1912
- 2. præmie sammen med Egil Fischer for Holte Bank 1919